# Frederik Rønnow
Frederik Riis Rønnow (phát âm tiếng Đan Mạch: [ˈfʁeðˀʁek ˈʁiˀs ˈʁɶnʌw, ˈfʁæðˀʁæk -]; sinh ngày 4 tháng 8 năm 1992) là một cầu thủ bóng đá chuyên nghiệp người Đan Mạch thi đấu ở vị trí thủ môn cho câu lạc bộ Union Berlin tại Giải bóng đá vô địch quốc gia Đức.

## Sự nghiệp ở các câu lạc bộ

### Tại Horsens
Rønnow bắt đầu sự nghiệp tại câu lạc bộ Stensballe IK ở Horsens khi còn là cầu thủ trẻ, trước khi anh gia nhập AC Horsens ở tuổi 16. Anh có trận ra mắt đội một vào ngày 7 tháng 9 năm 2011 trong một trận đấu thuộc Cúp Đan Mạch, đối đầu với đội Holstebro. Trong trận này, Horsens giành chiến thắng với tỷ số 5-0.
Rønnow đã nhanh chóng trở thành thủ môn chính cho đội tuyển bóng đá U21 quốc gia Đan Mạch, và anh còn nhận giải thưởng Cầu thủ Xuất sắc Nhất của Horsens trong mùa giải 2012-2013, Tuy nhiên, người đại diện của Rønnow, cựu cầu thủ quốc tế Đan Mạch John Sivebæk, đã thể hiện sự không hài lòng với việc cầu thủ của ông thi đấu ở hạng đấu 1 Đan Mạch sau khi AC Horsens bị rớt xuống từ giải đấu cao nhất là Superliga Đan Mạch. Vì lý do này, vào ngày 5 tháng 7 năm 2013, Rønnow đã chuyển đến câu lạc bộ Esbjerg fB ở giải đấu cao nhất là Superliga Đan Mạch theo hợp đồng cho mượn trong suốt mùa giải, sau khi thủ môn Lukáš Hrádecký rời đội.

### Tại Brøndby
Vào tháng 7 năm 2015, Rønnow ký hợp đồng dài hạn với đội Brøndby IF. Anh thi đấu trong hai trận ở giải đấu UEFA Europa League, trong đó đội Brøndby bị loại bởi đội PAOK. Trong giải vô địch, anh tham gia vào 33 trận khi đội xếp thứ tư.
Trong mùa giải 2016–17, Rønnow thi đấu trong bảy trận trong vòng loại Europa League, trong đó anh bị đuổi khỏi sân một lần do đội Brøndby bị đội Panathinaikos loại. Anh cũng thi đấu ba trận trong giải Cúp Đan Mạch và tham gia tổng cộng 34 trận trong mùa giải thường cũng như vòng chung kết.
Trong mùa cuối cùng tại Brøndby, mùa 2017–18, đội xếp thứ hai trong giải vô địch và giành chiến thắng trong giải Cúp bằng cách đánh bại đội Silkeborg IF với tỷ số 3–1 dưới sự dẫn dắt của huấn luyện viên trưởng Alexander Zorniger.

### Chuyển đến Eintracht Frankfurt
Vào tháng 4 năm 2018, thông báo Rønnow sẽ gia nhập Eintracht Frankfurt vào tháng 7 năm 2018, tương tự như Hrádecký. Anh ra mắt trong trận Siêu cúp Đức vào ngày 12 tháng 8 năm 2018. Anh được đem vào để trở thành thủ môn chính và thi đấu trong ba trận đầu tiên của Eintracht. Tuy nhiên, do màn trình diễn không ổn định, Eintracht đã mượn Kevin Trapp từ Paris Saint-Germain gần cuối kỳ chuyển nhượng mùa hè, và Rønnow mất vị trí chính thức. Trong mùa đầu tiên, anh thi đấu tổng cộng hai trận ở giải đấu và Europa League, trong đó Frankfurt đã vào bán kết. Trapp sau đó ký hợp đồng cố định, nhưng gặp chấn thương và không tham gia đấu trong phần lớn nửa đầu mùa giải 2019–20. Rønnow thay thế anh trên vị trí thủ môn và đã thi đấu tốt, thuyết phục bằng màn trình diễn ấn tượng.

#### Gia nhập Schalke 04 với hợp đồng mượn
Vào ngày 30 tháng 9 năm 2020, Frederik Rønnow chuyển đến câu lạc bộ Schalke 04 theo hợp đồng mượn kéo dài một năm. Ban đầu, Rønnow thay thế Ralf Fährmann để trở thành thủ môn chính và đã thi đấu trong 7 trận ở Bundesliga. Sau đó, anh gặp chấn thương và các huấn luyện viên của Schalke như Manuel Baum, Huub Stevens, Christian Gross và Dimitrios Grammozis đã sử dụng dịch vụ của Fährmann sau khi anh bình phục, dẫn đến việc Rønnow chỉ thi đấu thêm 4 trận đấu vào cuối mùa sau khi Fährmann gặp chấn thương. Với Schalke, anh trải qua mùa giải xuống hạng ở Bundesliga và sau đó trở lại Frankfurt.

### Chuyển đến Union Berlin
Vào ngày 20 tháng 7 năm 2021, Frederik Rønnow gia nhập câu lạc bộ Union Berlin với hợp đồng ba năm, và lúc đầu anh sẽ bắt đầu giai đoạn thời gian ở câu lạc bộ với tư cách thủ môn dự bị cho Andreas Luthe. Anh ra sân lần đầu tiên vào ngày 27 tháng 10 trong trận đấu DFB-Pokal gặp đội Waldhof Mannheim, kết thúc với chiến thắng 3–1.